# Soultzbach (ruisseau)
Pour les articles homonymes, voir Soultzbach.
Le Soultzbach est une rivière française coulant dans le Sundgau (sud de l'Alsace, région Grand Est), Haut-Rhin. C'est un affluent de la Largue en rive gauche, donc un sous-affluent du Rhin par la Largue puis l'Ill.

## Hydronymie
L'origine de son nom vient de Sulcebach : Sulz, salée, et Bach, ruisseau. Signifiant en principe ruisseau salé ou source salée.

## Son Cours
Il naît au pied des Vosges à Mortzwiller et s'écoule vers le sud-est sur 16,7 km, rejoignant la Largue à Balschwiller.
Son cours est flanqué de plusieurs villages-rues et son nom est repris par celui de la communauté de communes de la Doller et du Soultzbach, et par la commune de Le-Haut-Soultzbach.

## Localités traversées ou longées
Le-Haut-Soultzbach, Soppe-le-Bas, Diefmatten, Hecken, Gildwiller, Falkwiller, Balschwiller